# 利比亞省份 (1983年前)
利比亞省份乃1963年至1983年期間的一級利比亞分區，一共有十個省份。
有關分區系統在1963年4月27日起生效。1969年9月1日利比亚绿色革命之後的1970年，當局重整行政區劃，給予地方官員更多權力實施中央政府的政策，並重新命名10個省份和重新劃分它們的邊界。1975年2月，利比亞政府頒布法律，廢除省份和相關專門機構。不過省份制度繼續實行，直至1983年被新行政区划「Baladiyat」完全取代。
西北的的黎波里塔尼亚、東部的昔兰尼加和西南部的费赞也曾經被稱爲省份（不過英文是Provinces，不同於Governortes）。

## 十個省份
十個省份分別為：

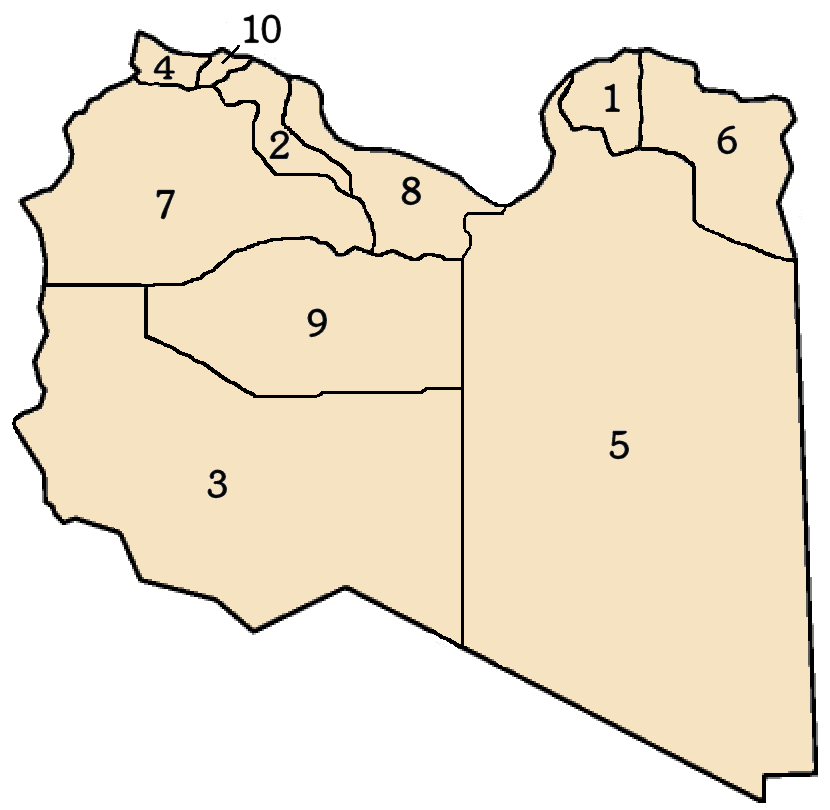
十個省份的地圖

1. 貝達省 (1983年前)
   1971年，貝達省被命名為绿山省[6][7]
2. 胡姆斯省 (1983年前)
3. 奧巴里省 (1983年前)
4. 扎維耶省 (1983年前)
5. 班加西省 (1983年前)
6. 德爾納省 (1983年前)
7. 西山省 (1983年前)
   1970年，西山省被命名為盖尔扬[1]
8. 米蘇拉塔省 (1983年前)
9. 塞卜哈省 (1983年前)
10. 的黎波里省 (1983年前)

## 行政區劃重組
1973年，利比亞以人口普查為由將國家分成46個區域（Baladiyat）。1983年，省份制度被區域制度取代，十個省份不復存在。

## 外部連結
- 利比亞十個省份地圖（页面存档备份，存于）, Area Handbook for Libya, United States Library of Congress